# Jiong
|  | No s'ha de confondre amb Jiong de Xia o Sima Jiong. |

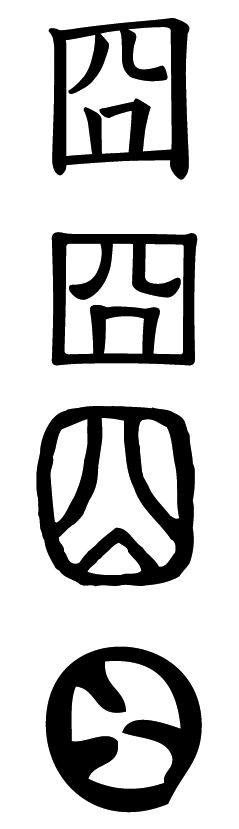
Jiong (囧) en escriptures: Kaishu, Clerical, Segell i Oracle (de dalt a baix).

Jiong (xinès: 囧; pinyin: jiǒng; Jyutping: gwing2) és un caràcter xinès, altre temmps poc conegut, que significa "finestra amb patrons". Des del 2008 s'ha convertit en un fenomen d'internet molt utilitzat per expressar vergonya i tristor, a causa de la semblança del personatge amb una trista expressió facial.

## Significacions originals
1. Finestra, segons el diccionari del segle II de Xu Shen  Shuowen Jiezi : "窻 牖 麗 廔 闓 明" (una finestra oberta i clara).
2. Graner.米 囧 significa "introduir l'arròs nou en un graner".
3. Lloc sacrificial. Basat en  Chouli.
4. Topònim.

## Emoticona d'Internet
El personatge de  jiong  és avui dia més utilitzat a Internet com a  emoticona ideogràfica que representa un ventall d'estats d'ànim, ja que s'assembla a la cara d'una persona. S'utilitza habitualment per expressar idees o sentiments com molèsties, xoc, vergonya, desgràcia, etc.
L'ús de  jiong  com a emoticon es pot localitzar fins al 2005 o anteriors; es va referir el 20 de gener de 2005 en un article en llengua xinesa sobre  orz. El personatge de vegades s'utilitza conjuntament amb orz, OTZ o les seves altres variants per formar "囧 rz", que representa a una persona a les mans i als genolls ( jiong  formant la cara, mentre que r i z representen braços i cames respectivament) i simbolitzen la desesperació o el fracàs.